# Кристијан Тибер
Кристијан Тибер (мађ. Tiber Krisztián; Секешфехервар, 6. октобар 1972) је бивши мађарски фудбалер који је играо на позицији нападача. Био је најбољи стрелац мађарског фудбалског првенства у аезони  1997/98.

## Клупска каријера
Тибер је своје прве фудбалске кораке направио у Видеотону 1993. године. Да би имао више шанси да игра прешао је у Веленце да игра за мађарског трећелигаша  Сонди СЕ, где је његових 14 голова у 14 мечева привукло интересовање ФК Газера из Гардоња, који је такође био у трећој лиги у то време. Газсер је достигао врх у наредне две сезоне, Тибер је постао најбољи стрелац друге лиге са 18 голова у сезони 1996/97.
Његова узлазна каријера достигла је врхунац у сезони 1997/98: након друге лиге, постао је и најбољи стрелац у првој лиги, постигавши 20 голова у 34 меча, а његов тим је завршио на 8. месту. У сезони 1998/99, Газсзер је преселио своје седиште на стадион Штадлер у Акастоу. Тамни облаци који су се скупили над тимом и промена локације одразили су се и на Кристијанов учинак: постигао је само 5 голова у 32 меча. ФК Газер је после сезоне престао да постоји, па је Тибер фигуративно напустио обале језера Веленце и преселио се у Будимпешту, у клуб Вашаш–Данубиус хотели.
Напустио је Анђалфелд после две успешне сезоне (две тређа места у лиги) и каријеру наставио у Дебрецину. После једне сезоне, отишао је одатле и прешао у тим МАТАВ Шопрон.
Године у Шопрону су углавном карактерисале повреде и занемаривање, па је отишао у иностранство у Аустрију, где је и завршио каријеру 2015. године.

## Остварења
Газсер
- Прва лига Мађарске у фудбалу
  - Најбољи стрелац Мађарске лиге: (1997/98. – 20. голова)
- Друга лига Мађарске у фудбалу
  - Најбољи стрелац Мађарске друге лиге (1997. – 18. голова)

Вашаш
- НБ I: 
  - друга позиција: (1999/00.|2000, 2001)